# Mesabolivar argentinensis
Mesabolivar argentinensis là một loài nhện trong họ Pholcidae. Loài này được phát hiện ở Argentina.